# 항말라리아제
항말라리아제(영어: antimalarial medication 또는 antimalarials)는 보통 자연에서 유래한 일종의 항기생충제로, 말라리아를 치료하거나 예방하는 데 사용할 수 있다. 말라리아를 예방하는 경우, 가장 흔한 두 부류의 취약 집단인 어린이와 임산부를 대상으로 한다. 2018년을 기준으로, 심각한 말라리아를 포함한 현대적 치료법은 역사적으로 비경구적(주사) 약물인 퀴닌과 아르테수네이트로부터 파생된 치료법에 계속 의존하고 있으며, 이를 바탕으로 다양한 종류의 현대 의약품이 개발되었다. 말라리아의 발생률과 분포("말라리아 부담")는 앞으로도 전 세계적으로 수년 간 높은 수준을 유지할 것으로 예상된다. 게다가 알려진 항말라리아제는 말라리아 기생충에서 내성을 유발하는 것으로 반복적으로 관찰되었다. 여기에는 최후 수단의 약물인 아르테미시닌을 특징으로 하는 복합 요법에서도 내성이 관찰되었는데, 현재 동남아시아에서 이에 대한 내성이 관찰되었다. 따라서 새로운 항말라리아제와 새로운 치료 전략(예: 새로운 복합 치료법)에 대한 필요성은 열대의학에서 여전히 중요한 우선 순위로 남아 있다. 또한, 많은 현대적 치료법이 매우 긍정적인 결과를 보이고 있음에도 불구하고, 표준 복용량을 복용하는 일부 개인에게는 심각한 부작용이 나타날 수 있다(예: 클로로퀸으로 인한 망막병증, 타페노퀸으로 인한 급성 용혈성 빈혈).

## 같이 보기
- 말라리아

## 더 읽을거리
- World Health Organization (2015). 《Guidelines for the treatment of malaria》 Thi판. World Health Organization (WHO). hdl:10665/162441. ISBN 978-92-4-154912-7.
- World Health Organization (2012). 《Management of severe malaria: a practical handbook》 Thi판. World Health Organization (WHO). hdl:10665/79317. ISBN 978-92-4-154852-6.